# Rotbauchbussard
Der Rotbauchbussard (Buteogallus aequinoctialis, Syn.: Falco aequinoctialis, Buteogallus cathartoides) ist ein Greifvogel aus der Familie der Habichtartigen, der an den Küsten Venezuelas, Guyanas, Surinames, Französisch-Guayanas und dem Nordosten Brasiliens vorkommt. Der Bestand wird von der IUCN als potentiell gefährdet (Near Threatened) eingeschätzt. Die Art gilt als monotypisch.

## Merkmale
Der Rotbauchbussard erreicht bei einem Gewicht von 506 bis 665 Gramm der Männchen und von 725 bis 945 Gramm der Weibchen eine Körperlänge von etwa 42 bis 47 cm bei einer Flügelspannweite von 90 bis 106 cm. Es ist ein ziemlich großer Bussard mit kurzen Flügeln und kurzem Schwanz. Der Kopf, die Kehle und der Nacken sind rußschwarz. Ein tiefes fuchsbraunes Braun durchzieht die Flügel und den Rücken, wobei ein rotbrauner Saum und ein rotbrauner Fleck an den Armschwingen sich abheben. Der Schwanz ist schwarz, an der Spitze weiß und von einem schwachem schmalen weißlichen Mittelband durchzogen. Die Unterseite ist rotbraun mit feinen trüben bis schwärzliche Bänderungen. Die Augen sind braun, die Wachshaut und die Füße leuchtend gelb bis rötlich-orange und bei jungen Vögeln dunkelgelb. Er kann leicht mit dem Fischbussard (Busarellus nigricollis) oder Savannenbussard (Buteogallus meridionalis) verwechselt werden, doch bewegen sich diese in anderen Habitaten. Es besteht kein Geschlechtsdimorphismus, doch sind die Weibchen etwas größer. Jungvögel haben schmalere Flügel und einen längeren Schwanz. Sie sind auf der Oberseite überwiegend schwarzbraun bis braun, mit gelbbraunen Flügelflecken. Der Schwanz ist gräulich mit undeutlichen Bändern. Die Unterseite ist dunkel weiß gestreift und hat gebänderte Schenkel.

## Lautäußerungen
Der Rotbauchbussard gibt ein lautes, ziemlich schrilles Pfeifen oder Lachen von sich, das aus fünf bis sieben Tönen besteht. Dieses klingt wie ke-ki-ki-ki-kef-kef, beginnt zunächst schnell und wird immer lauter, bevor es langsamer wird, nachlässt und schließlich verklingt. Das ganze dauert ca. eine Sekunde.

## Fortpflanzung
Der Rotbauchbussard brütet in Suriname in der Regenzeit von Februar bis August. Im Südosten Brasiliens ist die Brutsaison vermutlich ab September. Das Nest sieht wie eine Perücke aus und ist mit Blättern ausgelegt. Dieses wird normalerweise in Mangroven oder anderen Bäumen an Flussufern platziert. Es wird von Gesangs- und Flugmanövern berichtet, aber möglicherweise führt nur das Männchen einen Himmelstanz auf. Meist besteht ein Gelege aus einem Ei, gelegentlich auch aus zwei.

## Verhalten und Ernährung
Der Rotbauchbussard ernährt in sich in Suriname meist oder ausschließlich von Krabben beispielsweise der Arten Ulcides cordatus und Callinectes bocourti. Die Krabben werden nach einem kurzen Tauchgang von einer niedrigen Sitzwarte aus erbeutet und zum Verzehr auf Baumstümpfe, niedrige Äste oder trockenen Boden gebracht. Die Vögel nutzen hier manchmal bevorzugte Stellen.

## Verbreitung und Lebensraum

Verbreitungsgebiet (grün) des Rotbauchbussards

Der Rotbauchbussard bevorzugt küstennahe Tieflandsümpfe, Mangroven, Feuchtsavannen und Flussufer. Er ist überwiegend in Mangroven und immer in Meeresnähe unterwegs. Das Verbreitungsgebiet zieht sich von Trindad über Caño Ajíes und das Orinoco-Delta im östlichen Venezuela entlang der Küste bis ins südöstliche Brasilien im Bundesstaat Paraná.

## Migration
Der Rotbauchbussard ist ein Standvogel, der meist als Paare gesichtet werden. Vermutlich ist er auf Trinidad nur ein gelegentlicher Besucher.

## Etymologie und Forschungsgeschichte
Die Erstbeschreibung des Rotbauchbussards erfolgte 1788 durch Johann Friedrich Gmelin unter dem wissenschaftlichen Namen Falco aequinoctialis. Als Verbreitungsgebiet gab er Cayenne an. 1830 führte René Primevère Lesson die neue Gattung Buteogallus ein. Für die Art nannte er den Typus Buteogallus cathartoides, heute ein Synonym für den Rotbauchbussard. Der Begriff Buteogallus ist in Wortgebilde aus Buteo Lacépède, 1799 und Gallus Brisson, 1760. Das Wort Buteo war ein neuer Gattungsname für Falco buteo Linnaeus, 1758, also für den Mäusebussard und lässt sich von lateinisch buteo, buteonis ‚Bussard‘ ableiten. Gallus hat seinen Ursprung in lateinisch gallus ‚Hahn, Hofhahn‘. Der Artname aequinoctialis ist ein Wortebilde aus lateinisch aequinoctialis, aequinoctium, aequus ‚äquinoktial, zum Äquator gehörend, Äquinoktium, gleich‘ und lateinisch nox, noctis ‚Nacht‘. Cathartoides bildet sich aus Cathartes Illiger, 1811 für einen Geier und -οιδης -oidēs, deutsch ‚-ähnelnd‘. Cathartes bedeutet καθαρτης, καθαριζω kathartēs, katharizō, deutsch ‚-Reiniger, reinigen‘. Alfred Laubmann hatte für sein Werk Die Vögel von Paraguay keinen Balg zur Verfügung. In der Literatur betrachtete Laubmann nur Esparvero del pardo y goteado von Félix de Azara als möglichen Nachweis für Paraguay. Neuere Belege für das Land fand er nicht. Vermutlich handelte es sich bei Assaras Beobachtung um einen Irrgast oder die Beschreibung wurde falsch identifiziert.